# Гюльсен Бозкурт
Гюльсен Бозкурт (нар. 28 вересня 1950) — кіпрська турецька лікарка і політикиня. У 1993—2003 роках вона була членом парламенту, а в 1999—2001 роках була міністеркою охорони здоров'я та навколишнього середовища. Вона була однією з перших турецьких жінок-кіпріоток у політиці та другою жінкою-міністеркою після Онур Борман.

## Раннє життя
Гюльсен Бозкурт (уроджена Долмачі) народилася в Лапітосі 28 вересня 1950 року як старша з чотирьох дітей фермера та домогосподарки. Вона розпочала здобувати середню освіту в середній школі Кіренія Анафарталар і закінчила її 1968 році в Лефкоша Тюрк Лісесі (Нікосія, Турецька середня школа). Під час міжонаціонального насилля 1960-х років вона та її родина були переміщені до Північної Нікосії, втікши до свого дядька з будинку де вони жили.
Бозкурт вступила на медичний факультет Анкарського університету, який закінчила в 1974 році. Кіпрський державний переворот 1974 року та подальше турецьке вторгнення на Кіпр відбулися, коли вона та її родина були в Анкарі на випускному, тому вони залишилися там як біженці та змогли повернутися на острів лише в серпні.

## Медична кар'єра
Хоча Бозкурт спочатку хотіла спеціалізуватися на дерматології, потім передумала і обрала педіатрію. У 1976 році вона поїхала на спеціалізацію до Анкари. Побачивши наслідки таласемії на Кіпрі, вона додатково спеціалізувалась на дитячій гематології. У 1984 році вона повернулася на Кіпр і стала однією із засновниць Центру таласемії в державній лікарні доктора Бурхана Налбантоглу. З 1984 по 1993 роки вона була частиною команди, яка успішно працювала над зменшенням кількості пологів з анемією на Північному Кіпрі за допомогою програми скринінгу на бета-таласемію. Це включало запровадження пренатального скринінгу за допомогою аналізів крові плоду в 1984 році та впровадження методів ДНК за допомогою біопсії хоріона в 1991 році.
Тим часом Бозкурт продовжила своє подальше дослідження та роботу над таласемією та лейкемією у Великій Британії в 1986–87 роках. У 1993 році вона далі працювала над молекулярною біологією в Сполучених Штатах. Бозкурт брала участь у кількох міжнародних конференціях і підготувала доповіді.
Вона продовжувала свою медичну практику протягом своєї політичної кар'єри та не тільки, працюючи єдиним дитячою гематологинею на Північному Кіпрі. Лікувала і дорослих. У 1999 році вона опублікувала збірку своїх творів, свою книгу Thalassemia sendromları («Симптоми таласемії»).

## Політична кар'єра
Бозкурт познайомився з політикою в 1993 році через свого зятя, Ісмаїла Бозкурта, високопоставленого діяча соціал-демократичної Комунальної партії визволення. Партія нещодавно ввела квоту для жінок у 15 % і шукала трьох кандидаток на майбутніх загальних виборах, що спонукало Ісмаїла Бозкурта звернутися до неї. Спочатку вона відхилила пропозицію, плануючи продовжити свою роботу над медичними питаннями та застосувати свої нові знання. Однак, за наполяганням діячів з партії, вирішила балотуватися, не сподіваючись бути обраною, будучи аутсайдером на восьмому місці в окрузі Лефкоша. Проте, маючи широке коло знайомств, лікарку обрали депутаткою.
Це був час, коли участь жінок у політиці турків-кіпріотів була недавнім явищем, і вона була однією з трьох жінок-депутаток у парламенті разом із Онур Борман з Партії національної єдності та Рухсан Тугян з Демократичної партії. Вона співпрацювала з ними для сприяння прийняттю Сімейного закону. Під час свого першого терміну вона працювала в Комітеті з адміністративних і соціальних питань і готувала закон, який дозволяв три місяці відпустки по вагітності та пологах. Цей закон викликав різкий спротив і був відхилений.
На загальних виборах 1998 року Бозкурт була переобрана до парламенту. Після цих виборів в шостому кабінеті Ероглу, в якому її партія була молодшою партнеркою, вона стала міністеркою охорони здоров'я та навколишнього середовища. Під час свого перебування на посаді вона підготувала генеральний план охорони здоров'я на Північному Кіпрі та підписала протокол з Туреччиною про охорону здоров'я. Генеральний план передбачав трирівневу систему, яка складалася з 39 центрів сімейної практики на первинному рівні, лікарень на вторинному рівні та факультету медицини, що сприяє медичним дослідженням на третинному рівні. Основна частина вторинної ланки мала бути зосереджена в державних лікарнях, але підтримувалася б приватними лікарнями. План так і не був реалізований. Під керівництвом Бозкурт розпочалися роботи зі створення Центру діабету, було покращено відділення візуалізації державної лікарні імені доктора Бурхана Налбантоглу за рахунок придбання таких пристроїв, як апарат МРТ, а також інтенсифіковано навчання персоналу. Будучи міністноелю навколишнього середовища, Бозкурт також висадила дерева в парку Кумхурієт у Нікосії. Коли у червні 2001 року уряд був розпущений, її термін міністерки закінчився.
18 липня 2003 року Бозкурт вийшла із Комунальної партії визволення і приєдналася до новоствореного Руху за мир і демократію (BDH). На загальних виборах 2003 року вона балотувалася від BDH, але не змогла бути переобраною.
На місцевих виборах 2010 року Бозкурт балотувалася на посаду мера турецького муніципалітету Нікосії. Її кампанія була зосереджена на збільшенні зелених насаджень у місті. Оглядаючись назад у 2012 році, вона сказала, що знала, що не має шансів на перемогу, але все одно балотувалася, щоб продемонструвати своє бачення міста та бути прикладом для молоді, оскільки жінки рідко балотуються на посаду мера Північного Кіпру. Вона програла вибори Джемалу Метіну Булутоглуларі і посіла третє місце з 1382 голосами, що становить 7,03 %.
Вона визначає себе як соціал-демократку.

## Особисте життя
З 16 серпня 1975 року вона була одружена з Озканом Бозкуртом, з яким познайомилася в університеті, де він вивчав інженерію. У неї двоє дітей: дочка Умут (народилася 10 липня 1976) і син Догуш (народився 19 травня 1981).

## Праці
- Bozkurt, Gülsen (2007). Results From The North Cyprus Thalassemia Prevention Program. Hemoglobin: International Journal for Hemoglobin Research. 31 (2): 257—264. doi:10.1080/03630260701297204. PMID 17486509.
- Tilki, Sinan; Dizdarlı, Bülent; Bozkurt, Gülsen; Çelikoyar, M. Mazhar (1998). Hearing loss with thalassaemic patients. Süleyman Demirel University Journal of the Faculty of Medicine. 5 (1): 39—42.